# Articuno
Articuno (japanski: フリーザー Furīzā) jedan je od 1025 fiktivnih vrsta Pokémona iz medijske franšize Pokémon, skupa Pokémon videoigara, animiranih serija, manga stripova, knjiga, igraćih karata i drugih medija kojima je tvorac Satoshi Tajiri. Svrha je Articuna u videoigrama, animiranoj seriji i manga stripovima, kao i svrha ostalih Pokémona, borba s divljim Pokémonima – neukroćenim stvorenjima koje igrači i likovi pronalaze dok kreću na razne avanture – i pripitomljenim Pokémonima drugih Pokémon trenera.

## Etimologijaimena
Articuno je jedna od Legendarnih ptica, uz Moltresa i Zapdosa. Ime "Articuno" dolazi od engleske riječi "arctic" = arktički, odnoseći se na njegov Ledeni tip, i španjolske riječi "uno", što znači jedan, jer je brojčano prvi od triju Legendarnih ptica. 
Njegovo japansko ime, Furīza, ili Freezer, dolazi od engleske riječi "freeze", što znači zamrznuti, opet se odnoseći na njegov tip.

## Pokédex podaci
- Pokémon Red/Blue: Legendarna Pokémon ptica za koju pričaju da se pojavljuje pred izgubljenim ljudima u snijegom pokrivenim planinama.
- Pokémon Yellow: Legendarna Pokémon ptica. Zamrzava vodu sadržanu u zimskom zraku i stvara snijeg.
- Pokémon Gold: Veličanstvena i prividno prozirna krila ove legendarne Pokémon ptice sačinjena su od leda.
- Pokémon Silver: Jedna od legendarnih Pokémon ptica za koju pričaju da smrzava vlagu u atmosferskom zraku i stvara snijeg dok leti.
- Pokémon Crystal: Legendarna Pokémon ptica. Dok leti nebom, rashlađuje zrak, izazivajući pritom padanje snijega.
- Pokémon Ruby/Sapphire: Articuno je legendarna Pokémon ptica sposobna upravljati ledom. Zamasi njegovih krila hlade zrak. Kažu da njegov let izaziva padanje snijega.
- Pokémon Emerald: Articuno je legendarna Pokémon ptica sposobna upravljati ledom. Zamasi njegovih krila hlade zrak. Kažu da njegov let izaziva padanje snijega.
- Pokémon FireRed: Jedna od legendarnih Pokémon ptica. S dugačkim repom koji se pruža za njim, njegov je leteći oblik veličanstven.
- Pokémon LeafGreen: Legendarna Pokémon ptica za koju pričaju da se pojavljuje pred izgubljenim ljudima u snijegom pokrivenim planinama.
- Pokémon Diamond/Pearl: Legendarna Pokémon ptica. Sposobna je stvarati snježne mećave smrzavajući vlagu u okolnom zraku.

## U videoigrama
Articuno je dostupan u Pokémon Red, Blue, Yellow, FireRed i LeafGreen videoigrama. Smješten je na otoku Morske pjene. Articuno je jedinstven Pokémon za svaku igru, i igrač ima samo jednu šansu da ga uhvati. Isto tako, dostupan je i u Pokémon XD: Gale of Darkness, gdje ga se može oteti Grand Master Greevilu. Jedan je od šest Greevilovih Shadow Pokémona, veoma ga je teško uhvatiti/oteti. Articuno se pojavljuje kao šef u Pokémon Mystery Dungeon videoigrama.
Kao Legendarni Pokémon, Articuno ima veoma visoke statistike, posebno se ističući u HP, Defense i Special Defense statusima. 
U igri Pokémon Platinum, igrač mora razgovarati s profesorom Oakom u gradu Eterni nakon što pobijedi Elitnu četvorku. Nakon razgovora, Articuno, Zapdos i Moltres slobodno će letjeti Sinnoh regijom i biti dostupne hvatanju.

## Tehnike
| Prirodne tehnike               | Prirodne tehnike | Prirodne tehnike |
| ------------------------------ | ---------------- | ---------------- |
| Tehnika                        | Vrsta tehnike    | Razina           |
| Zamah (Gust)                   | Leteći           |                  |
| Snijeg u prahu (Powder Snow)   | Ledeni           |                  |
| Magla (Mist)                   | Ledeni           | 8                |
| Ledena krhotina (Ice Shard)    | Ledeni           | 15               |
| Čitač misli (Mind Reader)      | Normalni         | 22               |
| Drevna moć (AncientPower)      | Kameni           | 29               |
| Okretnost (Agility)            | Psihički         | 36               |
| Ledena zraka (Ice Beam)        | Ledeni           | 43               |
| Odbijanje (Reflect)            | Psihički         | 50               |
| Lijeganje (Roost)              | Leteći           | 57               |
| Prijateljski vjetar (Tailwind) | Leteći           | 64               |
| Snježna mećava (Blizzard)      | Ledeni           | 71               |
| Apsolutna ništica (Sheer Cold) | Ledeni           | 78               |
| Tuča (Hail)                    | Ledeni           | 85               |

## Statistike
| HP:      | 90  |  |
| Attack:  | 85  |  |
| Defense: | 100 |  |
| Special: | 125 |  |
| SpAtk:   | 95  |  |
| SpDef:   | 125 |  |
| Speed:   | 85  |  |

Statistika Special korištena je samo tijekom prve generacije; kasnije je podijeljenja na Special Attack i Special Defense statistike.

## U animiranoj seriji
Articuno se prvi put pojavio u filmu Pokémon The Movie 2000 – The Power of One zajedno s druge dvije Legendarne ptice, Moltresom i Zapdosom. Lawrence III prisilno ih je natjerao borbu između njih, i Ash Ketchum ih je, zajedno s Lugiom, morao zaustaviti.
Articuno je bio središnji lik u tri epizode Pokémon animirane serije, gdje se Todd, Pokémon fotograf, pridružio Ash i prijateljima kako bi dobio priliku slikati Legendarnu pticu. Articunovo posljednje pojavljivanje bilo je u epizodi "Freeze Frame", gdje je spasio Asha i prijatelje iz snježne mećave.
Articuno se opet pojavio u Battle Frontier epizodama kao prijatelj i Pokémon Battle Frontier mozga Nolanda. Articuno je pripitomljen i ponekad se koristi u borbama, kao u borbi protiv Asha i njegova Charizarda. Znali su da je Articuno Legendarni Pokémon. Svejedno, prihvatili su izazov, i odnijeli pobjedu.
Nije poznato ako je svaki od ovih Articuna jedan jedinstveni Articuno (kao u videoigrama, gdje je svaki Legendarni Pokémon jedinstven), ili su to mladunci, rođaci ili daljnji potomci "Legendarnog Articuna", prikazanog u Pokémon filmu. Moguće je da je Articuno kao vrsta toliko rijedak i izoliran Pokémon, poput Zapdosa i Moltresa, do te granice da se smatra Legendarnim. Articuno je u filmu prikazan znatno viši nego u animiranoj seriji, ali veličina Pokémona u animiranoj seriji nije dosljedna (primjerice, Ashov Charizard u jednoj epizodi može biti prikazan dva puta viši od Asha, dok će u drugoj biti gotovo upola manji).